# 紺野千昭
紺野 千昭（こんの ちあき）は、日本のライトノベル作家である。

## 人物
長野県出身。大学生の時に一人暮らしを始め、本格的にアニメを見始めた。大学時代は日本文学を選考し、文学作品の執筆とは相性が合わなそうだと考え始めたが、『バーティミアス』や『デルトラ・クエスト』などの海外の児童文学と触れ合ううちにライトノベルに少しずつ触れていくようになったと話している。就職と同時期に東京に上京した。好きなアニメシリーズとして『ご注文はうさぎですか?』シリーズの名前を挙げている。

## 受賞歴
HJ小説大賞2020前期では「最凶の魔王に鍛えられた勇者、異世界帰還者たちの学園で無双する」で受賞を果たしている。第13回GA文庫大賞では『ダンジョン・ウォーカー 〜とある救助屋の冒険日誌。または、剣も魔法もチート能力もないタイプのダンジョン攻略譚〜』で金賞を受賞し、『奇世界トラバース〜救助屋ユーリの迷界手帳〜』と改題し書籍化された。

## 作品一覧
- 『最凶の魔王に鍛えられた勇者、異世界帰還者たちの学園で無双する』（イラスト: fame、HJ文庫〈ホビージャパン〉）[6]
- 『奇世界トラバース〜救助屋ユーリの迷界手帳〜』（イラスト: 大熊まい、GA文庫〈SBクリエイティブ〉）[7]
- 『神様のいるこの世界で、獣はヒトの夢を見る』（イラスト: 木野花ヒランコ、講談社ラノベ文庫〈講談社〉）[8]
- 『楽園守護者の最強転生 出来損ないの神話のゴーレム、現世では絶対防御の最強従者になる』（イラスト: 江田島電気、HJ文庫〈ホビージャパン〉）[9]